# Алуштит
Алуштит (рос. алуштит; англ. alushtite; нім. Aluschtit) —
1. Водний алюмосилікат кальцію, алюмінію і магнію Ca5,80Mg0,51[(OH)10| Al0,80Si7,20O20]•2H2O. Містить (родов. Ускют, Україна, Крим; %): СаО — 1,1; Al2О3 — 35,0; MgO — 2,14; SiO2 — 45,34; H2O+ — 10,4; H2O- — 2,38. Домішки: FeO, Na2O, K2O, TiO2, Fe2O3. Утворює кірочки або нальоти блакитного кольору. Знайдений у кварцових жилах таврійських сланців південного берега Криму та у кварцово-кришталеносних прожилках родовища Ускют (сх. узбережжя Криму). Рідкісний.
2. Суміш дикіту з гідрослюдою.